# Spencer House
Spencer House est un  manoir londonien. Il se trouve près du palais Saint James, du palais de Buckingham et du palais de Westminster. 
Construit par l'architecte John Vardy (ancien élève de William Kent), pour le compte du premier comte Spencer en 1756, il est aujourd’hui, ouvert au public et peut également être loué pour des événements tels que des mariages.